# Helvetica

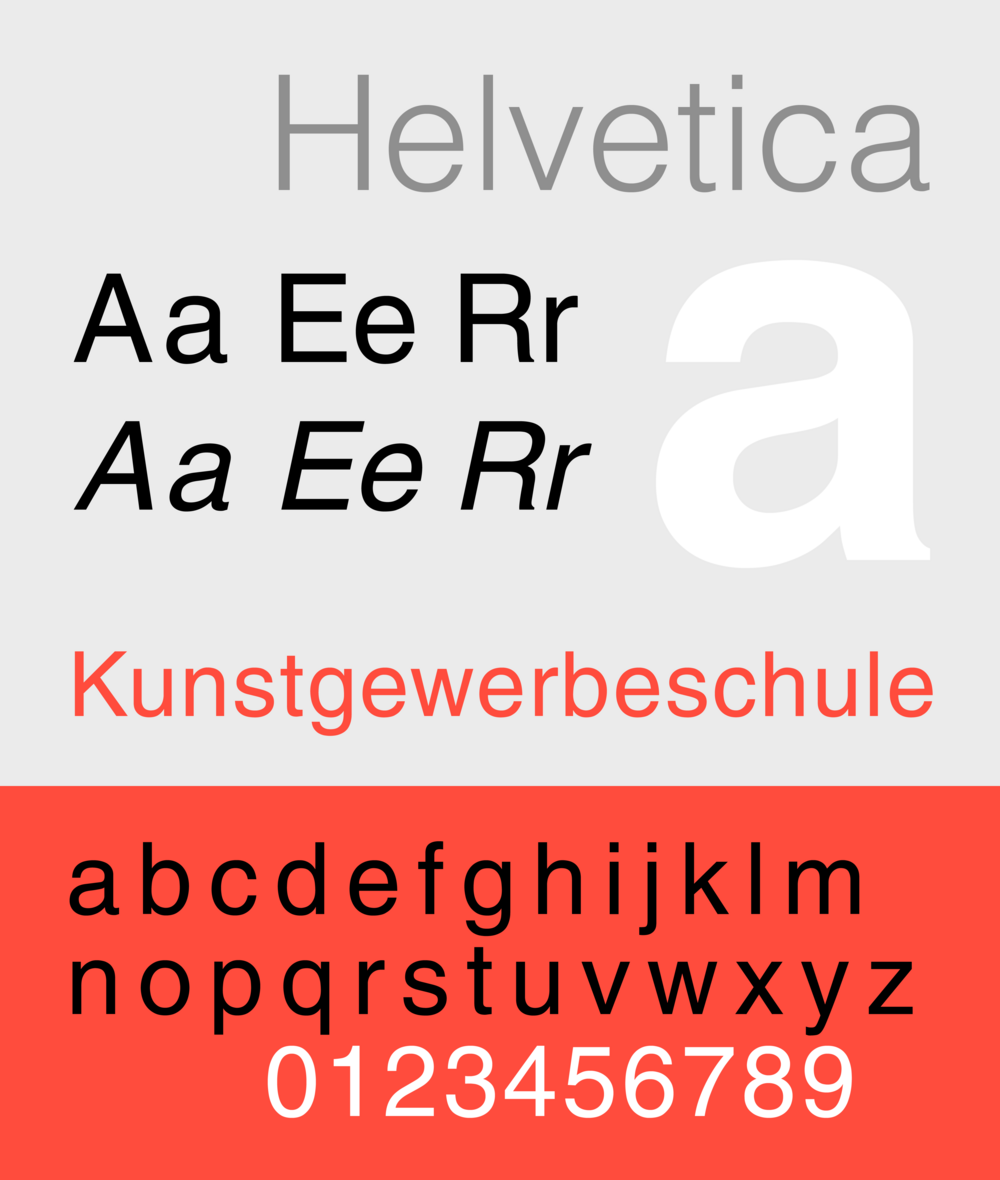

Helvetica é uma fonte tipográfica sem-serifa considerada como uma das mais populares ao redor do mundo. Foi criada em 1957 pelos tipógrafos Max Miedinger e Eduard Hoffmann. Devido às preocupações que originaram seu desenho, é uma das fontes mais associadas ao modernismo na tipografia.

## História
Helvetica foi desenvolvida em 1957 por Max Miedinger e Eduard Hoffman no Haas'sche Schriftgiesserei em Münchenstein, Suíça. Miedinger quis desenvolver uma nova tipografia sem-serifa que pudesse competir com o aclamado Akzidenz-Grotesk no mercado Suíço. Originalmente batizado de Neue Haas Grotesk, seu design foi baseado no Schelter-Grotesk e Normal Grotesk da Haas. O objetivo do novo design foi de criar uma tipografia neutra, clara e sem significados intrínsecos na sua forma, além de poder ser usado em uma gama de sinais.
Em 1960, o nome da tipografia foi alterada pela empresa alemã filiada da Haas', Stempel, para Helvetica. A ideia inicial era que a fonte se chamasse Helvetia (nome da Suíça em latim). Entretanto, consideraram muita pretensão batizar uma fonte com o nome de uma nação. Dessa forma resolveram alterar o nome para Helvetica (de Confœderatio Helvetica) para que tivesse um alcance maior na mercadologia internacional.

## Uso
Entre as empresas mais famosas que usam Helvetica nas suas marcas incluem a 3M, American Airlines, a rede de jornalismo BBC News, Boeing, Jeep, Lufthansa, Tupperware, Panasonic, BASF, FedEx, Toyota, Kawasaki, Scotch, e muitas outras. A fonte está até impressa nos ônibus espacial da NASA, além de ter seu próprio filme.
Em Portugal, é usada pelos canais da RTP e pela Sport TV.
No Brasil, é o padrão tipográfico da BAND; sendo comum em jornalísticos como o Brasil Urgente e o Jornal da BAND.